# Giovanna de Geneville, II baronessa di Geneville
Giovanna de Geneville II baronessa Geneville (Shropshire, 2 febbraio 1286 – 19 ottobre 1356) sposò Ruggero Mortimer, I conte di March e fu una delle donne più ricche delle Marche gallesi della Contea di Meath.

## Le ricchezze di famiglia
Joan de Geneville nacque il 2 febbraio 1286 nel Castello di Ludlow da Piers de Geneville il cui padre, primo barone di Geneville, era stato Giustiziere d'Irlanda e da -Giovanna di Lusignano (1260-13 aprile 1323), figlia di Ugo XII di Lusignano, conte di March e d'Angoulême. Giovanna aveva due sorelle, Matilde e Beatrice, che presero i voti ed altre due sorellastre, figlie del primo marito della madre che si erano imparentate con nobili francesi.
Quando il padre di Joan morì poco prima del giugno 1292 Giovanna, che era la primogenita, diventò l'erede di un patrimonio consistente divenendo una delle bambine più ricche delle Marche gallesi avendo proprietà in quelle terre, nello Shropshire, nell'Herefordshire ed in Irlanda. Quest'ultima eredità le giunse nel 1308 quando il nonno paterno le trasferì a lei dopo che a sua volta le aveva avute dalla moglie Matilde de Lacy (baronessa Geneville). All'epoca Joan era già sposata con Ruggero Mortimer, I conte di March ed entrambi si recarono in Irlanda, quando il barone morì nel 1314, per prenderne possesso, con la sua morte Joan ereditò anche il titolo di baronessa di Geneville.

## L'unione con Ruggero Mortimer
Joan sposò Ruggero Mortimer, figlio di Edmund Mortimer, II barone Wigmore (1251-17 luglio 1304) e Margaret de Fiennes (dopo il 1269-7 febbraio 1333) il 20 settembre 1301. Anche Ruggero era il figlio di un barone, ma i possedimenti di Joan erano decisamente estesi e portatori di grandi ricchezze motivo per cui il matrimonio fu per la famiglia Mortimer di sicuro interesse. Anche Joan ci guadagnò, quando il suocero morì tre anni dopo ella condivise il titolo baronale del marito con lui e poco dopo, il 22 maggio 1306 Ruggero venne ordinato cavaliere da Edoardo I d'Inghilterra insieme ad altri duecentocinquantanove giovani fra cui il Principe di Galles che l'anno seguente sarebbe succeduto al padre.
Joan e Ruggero insieme ebbero dodici figli:
- Margaret Mortimer, baronessa Berkeley (2 maggio 1304-5 maggio 1337)
- Edmund Mortimer (morto il 16 dicembre 1331), sposò Elizabeth de Badlesmere, figlia di Margaret de Clare
- Roger Mortimer
- Geoffrey Mortimer, Signore di Towyth (morto fra il 1372 ed il 5 maggio 1376)
- Katherine Mortimer, contessa di Warwick (1314-4 agosto 1369), sposò Thomas de Beauchamp, XI conte di Warwick e da lei discese Anna Bolena
- Joan Mortimer
- Agnes Mortimer (1317-25 luglio 1368)
- Isabella Mortimer (morta dopo il 1327)
- Beatrice Mortimer (morta il 16 ottobre 1383)
- Maud Mortimer (morta dopo l'agosto 1345)
- Blanche Mortimer (1321 circa-1347)

## Il colpo di Stato di Mortimer
Il 23 novembre 1316 Mortimer venne nominato Lord luogotenente d'Irlanda ed il febbraio seguente partì per l'isola insieme ad un discreto contingente e si trovò a combattere contro Edward Bruce (1280 circa-14 ottobre 1318), il fratello più giovane di Roberto I di Scozia ed i De Lacy una famiglia di origine irlandese-normanna, parenti di Joan. Ella lo aveva seguito sull'isola e dopo che suo marito ebbe respinto loro e gli scozzesi oltre Carrickfergus tornarono in Inghilterra nel 1318. Per i due anni seguenti Mortimer si occupò dei conflitti che scoppiavano regolarmente nelle Marche gallesi e nel frattempo teneva d'occhio Ugo Despenser il giovane ed il padre la cui influenza crescente su Edoardo II d'Inghilterra ebbe l'effetto di allontanarlo progressivamente da lui. Disaffezione che divenne particolarmente pronunciata dopo che il re decise di donare ai Despenser delle terre che per diritto sarebbero appartenute a lui.
Nell'ottobre del 1321 le truppe del re assediarono il Castello di Leeds dove viveva il governatore Bartholomew Badlesmere e sua moglie Margaret de Clare che si era rifiutata di far entrare la regina Isabella di Francia senza un esplicito ordine del marito allora assente. Isabella ordinò comunque di avvicinarsi e Margaret fece scoccare gli arcieri che uccisero sei membri del seguito reale, il re quindi per vendicare la moglie decise di mettere d'assedio il castello costringendolo alla resa. Tale episodio toccò da vicino Joan poiché il suo primogenito Edmund era sposato ad una delle figlie di Margaret, Elizabeth de Badlesmere. Questa vittoria fece risollevare la popolarità del re che poté permettersi di richiamare dall'esilio di Despenser dopo che questi erano stati banditi dai baroni, guidati da Tommaso Plantageneto (v. Ordinanze del 1311) nell'agosto precedente. I Signori delle Marche erano già da tempo in fermento e non appena i favoriti di Edoardo rimisero piede in patria si sollevarono in massa e fra di loro vi era Mortimer che si unì alla fazione ostile al sovrano. Scoppiò dunque la Guerra dei Despenser che il re soffocò piuttosto rapidamente costringendo Mortimer e suo zio Roger Mortimer di Chirk ad arrendersi presso Shrewsbury il 22 gennaio 1322, in quell'occasione vennero entrambi arrestati e portati alla Torre di Londra. Chirk non uscì mai più dalla Torre dove morì nel 1326, mentre Mortimer riuscì in un qualche modo a corrompere le guardie ed il Conestabile e fuggì arrivando in Francia il 1º agosto 1323. In quell'occasione rincontrò la regina Isabella che era stata mandata dal marito in missione diplomatica in Francia e ne aveva approfittato per chiedere aiuto al fratello Carlo IV circa l'eliminazione dei Despenser dalla scena politica inglese. In quel periodo Mortimer ed Isabella dovettero diventare amanti e lo scandalo che produssero li costrinse a scappare nelle Fiandre dove ricevettero aiuto a sufficienza per mettere in piedi un'invasione. Mentre i due erano all'estero Edoardo, per rappresaglia, prese come ostaggi Joan ed i figli. Mortimer ed Isabella arrivarono in Inghilterra nel settembre del 1326 e si unirono immediatamente alle truppe di Enrico, conte di Lancaster, Edoardo venne preso prigioniero il 16 novembre e portato a Berkeley (Gloucestershire) dove morì, probabilmente assassinato da dei sicari di Mortimer il 21 settembre 1327. Nello stesso anno Isabella e Mortimer assunsero la Reggenza per il quindicenne Edoardo III d'Inghilterra che non sembrava in grado di governare. Nel settembre 1328 Mortimer venne creato conte di March e Joan condivise con lui anche questo titolo, anche se non ci è noto cosa pensasse riguardo al modo in cui il marito aveva preso il potere ed alla relazione che portava avanti con la regina. Il malanimo che aveva colpito i Despenser ora si rivoltò contro Mortimer ed Isabella, il suo precedente alleato Enrico Plantageneto incoraggiò il giovane Edoardo III ad assumere il potere e spodestare i due reggenti per non finire schiacciato dal malcontento che serpeggiava in tutto il paese. Quando Mortimer ordinò l'esecuzione dello zio del re e suo oppositore, Edmondo Plantageneto il 19 marzo 1330 con l'accusa di tradimento la rabbia popolare esplose infiammando tutto il paese. Edoardo III catturò la madre e l'amante mentre dormivano presso il Castello di Nottingham e mentre la prima fu lasciata vivere il secondo venne impiccato e squartato il 29 novembre 1330.
Anche Joan venne arrestata, perché moglie di un traditore, in una delle sue case nell'Hampshire ed i suoi figli furono presi ancora come ostaggi. Già l'anno dopo le venne permesso di disporre di una somma per poter provvedere alle spese di casa, anche se le sue terre le vennero restituite solo nel 1336 quando Edoardo III la perdonò per i crimini commessi dal marito.
Joan sopravvisse altri vent'anni morendo il 19 ottobre 1356 e venne sepolta all'abbazia di Wigmore, accanto al marito, il cui corpo le era stato restituito dopo che lo aveva chiesto al re.

## Ascendenza
|                                           |                     |                                | Genitori                              |  |  | Nonni |  |  | Bisnonni           |  |  | Trisnonni                        |  |
|                                           |                     |                                |                                       |  |  |       |  |  | Simon de Joinville |  |  | Geoffroy IV Signore de Joinville |  |
|                                           |                     |                                |                                       |  |  |       |  |  | Simon de Joinville |  |  | Geoffroy IV Signore de Joinville |  |
|                                           |                     | Helvide de Dampierre           |                                       |  |  |       |  |  | Simon de Joinville |  |  |                                  |  |
| Geoffrey de Geneville, I barone Geneville |                     |                                |                                       |  |  |       |  |  | Simon de Joinville |  |  |                                  |  |
|                                           |                     | Beatrix d'Auxonne              | Etienne III, conte d'Auxonne          |  |  |       |  |  |                    |  |  |                                  |  |
|                                           |                     | Beatrix d'Auxonne              | Etienne III, conte d'Auxonne          |  |  |       |  |  |                    |  |  |                                  |  |
|                                           |                     | Beatrix d'Auxonne              | Beatrix de Thiers, contessa di Chalon |  |  |       |  |  |                    |  |  |                                  |  |
| Piers de Geneville                        |                     | Beatrix d'Auxonne              |                                       |  |  |       |  |  |                    |  |  |                                  |  |
|                                           |                     | Gilbert de Lacy                | Walter de Lacy                        |  |  |       |  |  |                    |  |  |                                  |  |
|                                           |                     | Gilbert de Lacy                | Walter de Lacy                        |  |  |       |  |  |                    |  |  |                                  |  |
|                                           |                     | Gilbert de Lacy                | Margaret Braose                       |  |  |       |  |  |                    |  |  |                                  |  |
| Matilde de Lacy (baronessa Geneville)     |                     | Gilbert de Lacy                |                                       |  |  |       |  |  |                    |  |  |                                  |  |
|                                           |                     | Isabel Bigod                   | Ugo Bigod, III conte di Norfolk       |  |  |       |  |  |                    |  |  |                                  |  |
|                                           |                     | Isabel Bigod                   | Ugo Bigod, III conte di Norfolk       |  |  |       |  |  |                    |  |  |                                  |  |
|                                           |                     | Isabel Bigod                   | Matilde Marshal                       |  |  |       |  |  |                    |  |  |                                  |  |
| Giovanna de Geneville                     |                     | Isabel Bigod                   |                                       |  |  |       |  |  |                    |  |  |                                  |  |
|                                           | Ugo XI di Lusignano | Ugo X di Lusignano             |                                       |  |  |       |  |  |                    |  |  |                                  |  |
|                                           | Ugo XI di Lusignano | Ugo X di Lusignano             |                                       |  |  |       |  |  |                    |  |  |                                  |  |
|                                           | Ugo XI di Lusignano | Isabella d'Angoulême           |                                       |  |  |       |  |  |                    |  |  |                                  |  |
| Ugo XII di Lusignano                      | Ugo XI di Lusignano |                                |                                       |  |  |       |  |  |                    |  |  |                                  |  |
|                                           |                     | Yolanda di Bretagna            | Pietro I di Bretagna                  |  |  |       |  |  |                    |  |  |                                  |  |
|                                           |                     | Yolanda di Bretagna            | Pietro I di Bretagna                  |  |  |       |  |  |                    |  |  |                                  |  |
|                                           |                     | Yolanda di Bretagna            | Alice di Bretagna                     |  |  |       |  |  |                    |  |  |                                  |  |
| Giovanna di Lusignano                     |                     | Yolanda di Bretagna            |                                       |  |  |       |  |  |                    |  |  |                                  |  |
|                                           |                     | Raoul III, signore di Fougères | Godfroy, Sigbore di Fougères          |  |  |       |  |  |                    |  |  |                                  |  |
|                                           |                     | Raoul III, signore di Fougères | Godfroy, Sigbore di Fougères          |  |  |       |  |  |                    |  |  |                                  |  |
|                                           |                     | Raoul III, signore di Fougères | Mathilde de Porhoet                   |  |  |       |  |  |                    |  |  |                                  |  |
| Giovanna di Fougères                      |                     | Raoul III, signore di Fougères |                                       |  |  |       |  |  |                    |  |  |                                  |  |
|                                           |                     | Isabelle de Craon              | Amaury I, Signore di Craon            |  |  |       |  |  |                    |  |  |                                  |  |
|                                           |                     | Isabelle de Craon              | Amaury I, Signore di Craon            |  |  |       |  |  |                    |  |  |                                  |  |
|                                           |                     | Isabelle de Craon              | Jeanne de Roches                      |  |  |       |  |  |                    |  |  |                                  |  |
|                                           |                     | Isabelle de Craon              |                                       |  |  |       |  |  |                    |  |  |                                  |  |